# Устройства сигнализации, централизации и блокировки

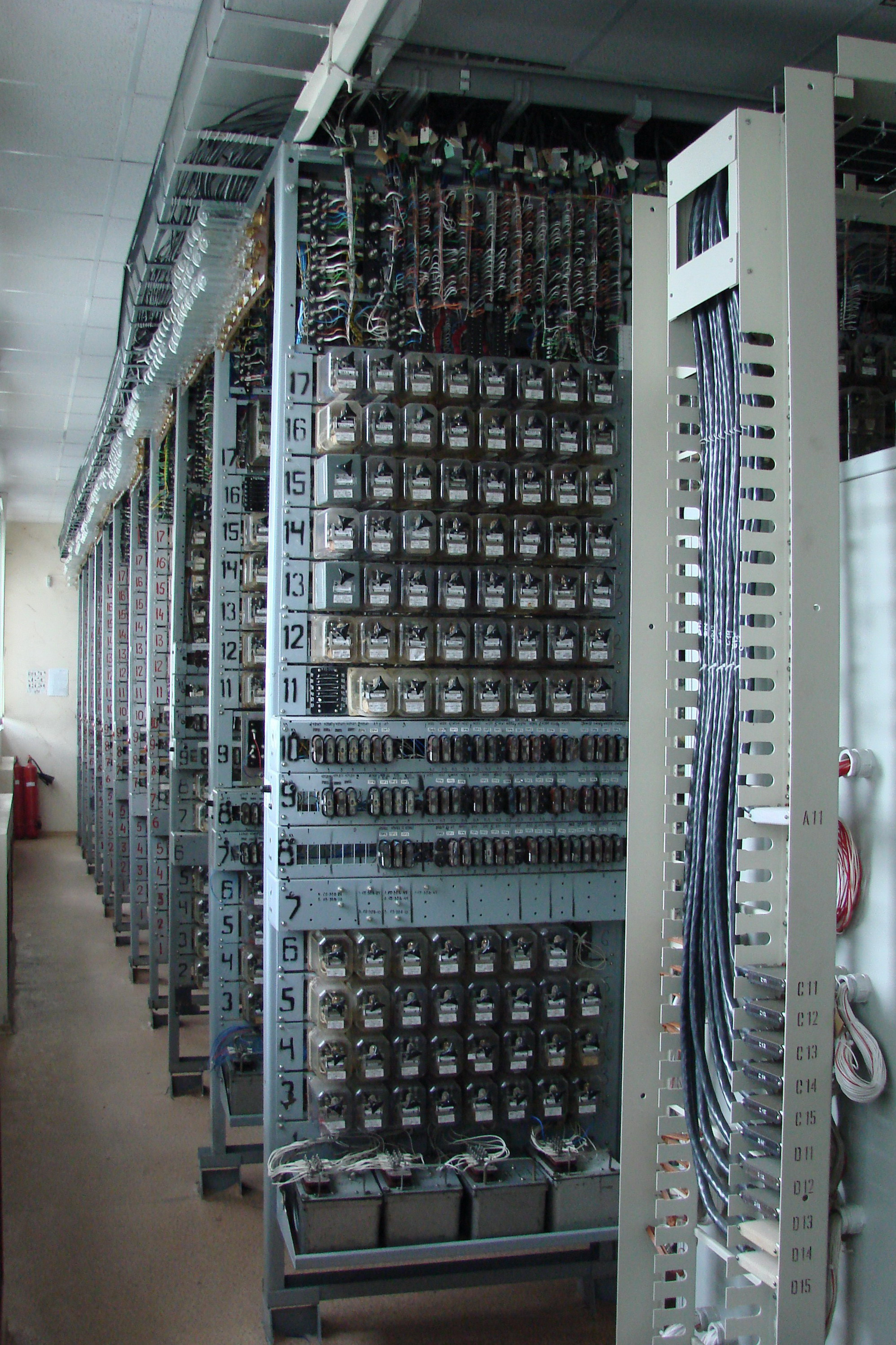
Помещение релейной на посту электрической централизации

Устро́йства сигнализа́ции, централиза́ции и блокиро́вки (СЦБ) — совокупность технических средств, используемых для регулирования и обеспечения безопасности движения поездов (предотвращения столкновений, сходов с рельсов и других аварий).
В первые десятилетия существования железных дорог безопасность движения поездов обеспечивалась за счёт сотрудника железной дороги, подающего сигналы рожком. Впоследствии на станциях установили тросовую систему управления семафорами. Стрелки для приёма поездов на тот или иной путь в большинстве своём переводили стрелочники.
После Великой Отечественной войны технологическое оснащение железных дорог начало улучшаться. Был налажен серийный выпуск электромагнитных реле и схем, управляющих этими реле. Железнодорожные станции в массовом порядке оборудовались релейной централизацией, с постепенным увеличением количества реле на одну стрелку: от 30 реле в начале переоснащения до 120 реле на стрелку в последней версии централизации под кодовым названием «Миллениум» (ЭЦ-12-2003).
В современном мире безопасность движения поездов обеспечивается с помощью микропроцессорных систем. На российских железных дорогах переоснащение такими системами протекает медленно, в ответственных схемах используются иностранные элементы. На нескольких сотнях станций используется шведская система микропроцессорной централизации «Эбилок-950» (Ebilock-950). На железных дорогах Российской Федерации существует ряд разработчиков и производителей систем централизации и блокировки (Например, АО «НПЦ „Промэлектроника“»), продукция которых активно внедряется и эксплуатируется РЖД и аналогичными инфраструктурами СНГ.

## История СЦБ

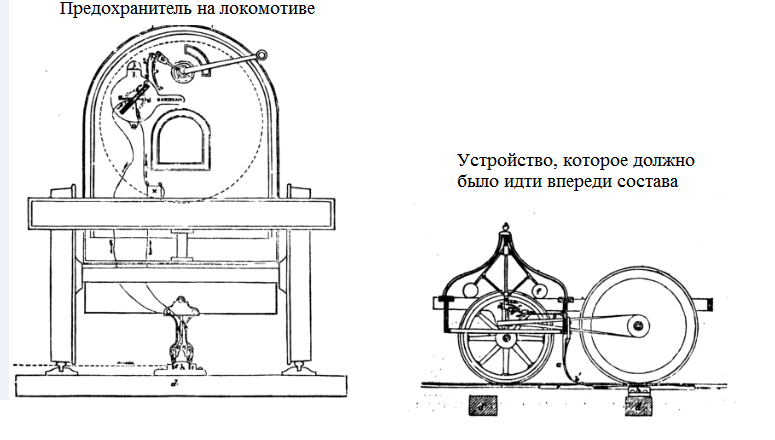
Железнодорожный предохранитель Бейна

Аварии на железной дороге уносили жизни сотен людей ещё в первой половине XIX века. Для того, чтобы избежать человеческих жертв и сократить убытки железнодорожных компаний, различные учёные пытались создавать устройства, предохраняющие от столкновений поездов. Известна конструкция Бейна, шотландского часовщика, который занимался устройством синхронно работающих часовых механизмов. Сама идея двух синхронно работающих механизмов привела Бейна к изобретению железнодорожного предохранителя, который мог бы предупредить машиниста поезда о столкновении с другим составом, наезде на корову или повозку, или о других преградах. На расстоянии одной мили перед локомотивом должно было двигаться по рельсам маленькое устройство, соединённое проводником с локомотивом. При ударе о какой-либо объект контакт между устройством и локомотивом должен был прекращаться, и должен был срабатывать либо предупредительный сигнал, либо на локомотиве должны были срабатывать тормоза.
Поскольку уже в 1920-е годы телефонная связь и электрожезловая система не могли обеспечить нужную пропускную способность на железных дорогах, в этот период началось совершенствование систем сигнализации и связи на железных дорогах. Основные положения по применению автоблокировки на железных дорогах были разработаны в конце двадцатых годов профессором Я. Н. Гордеенко. Он создал систему четырёхзначной автоблокировки для однопутных участков, позволившую значительно увеличить их пропускную способность.
Существенный вклад в разработке новых средств СЦБ в 1930-х годах внёс коллектив ЦНИИ НКПС.
С середины тридцатых годов начинается массовое строительство систем релейной централизации.
В труде «Основы диспетчерской централизации на железнодорожном транспорте» под руководством профессора Н. В. Лупала были разработаны принципы построения системы диспетчерской централизации.
Основы новых систем электрической централизации управления стрелками и сигналами были описаны в его же книге «Электрическая централизация стрелок и сигналов». Эта и другие работы учёного были использованы при оборудовании диспетчерской централизацией участка Люберцы — Куровская в 1936 году.
Следующим шагом в разработке СЦБ были полупроводниковые элементы. Это произошло в период 1960—1970-x годов. Первая станция на территории бывшего СССР с бесконтактной централизацией была использована на станции Резекне Балтийской железной дороги в 1968 году, а также на станции Обухово в 1969 году.
Период 1980—1990-х годов известен внедрением микропроцессорных и компьютерных средств железнодорожной централизации. Появление микропроцессорной базы активировало строительство новых станционных систем. Первая система СЦБ с применением компьютеров была построена в Швеции на станции Гётеборг (1975). Система была разработана компанией Telefon AB L M Ericsson in Mölndal и основана на работе двух компьютеров в режиме реального времени. Один из них был включён, другой — просто готов к работе. В СССР в разработке микропроцессорной СЦБ принимали участие железнодорожные институты Санкт-Петербурга, Харькова а также институт ГипроТрансСвязь.
В разработке компьютерной СЦБ приняли участие следующие компании: Ericsson (Швеция), SEL, SEG, Siemens (Германия), Alcatel (Франция), JNR (Япония), DSI (Дания).
Впервые на территории стран СНГ система микропроцессорной централизации отечественной разработки при стопроцентном исключении электромагнитных реле и рельсовых цепей была введена в 2008 г. на промышленном транспорте Украины. Система МПЦ была разработана Научно-производственным предприятием «САТЭП» (Украина) под руководством известного учёного — профессора Украинской государственной академии железнодорожного транспорта, кандидата технических наук Виктора Фёдоровича Кустова. Рельсовые цепи были заменены микропроцессорными устройствами контроля путевых участков на основе счёта осей подвижного состава; управление стрелками, сигналами и переездами обеспечено микропроцессорными объектными контроллерами, функциональная и логическая безопасность обеспечена за счёт многоканальной резервированной структуры под управлением промышленных ЭВМ зависимостей МПЦ по мажоритарному принципу «Два из трёх».